# Ludlow (Kentucky)
Ludlow é uma cidade localizada no estado americano de Kentucky, no Condado de Kenton.

## Demografia
Segundo o censo americano de 2000, a sua população era de 4409 habitantes.
Em 2006, foi estimada uma população de 4766, um aumento de 357 (8.1%).

## Geografia
De acordo com o United States Census Bureau tem uma área de
3,2 km², dos quais 2,2 km² cobertos por terra e 1,0 km² cobertos por água.

## Localidades na vizinhança
O diagrama seguinte representa as localidades num raio de 8 km ao redor de Ludlow.